# Momlū
Momlū (persiska: قُملو, مملو, Qomlū) är en ort i Iran.   Den ligger i provinsen Västazarbaijan, i den nordvästra delen av landet, 500 km väster om huvudstaden Teheran. Momlū ligger 1 294 meter över havet och antalet invånare är 362.
Terrängen runt Momlū är platt åt nordväst, men åt sydost är den kuperad.Runt Momlū är det ganska tätbefolkat, med 60 invånare per kvadratkilometer. Närmaste större samhälle är Naqadeh, 15,1 km väster om Momlū. Trakten runt Momlū består i huvudsak av gräsmarker.